# Бригадный район ПВО
Бригадный район ПВО — тактическое соединение, входившее в состав территориального подразделения ПВО СССР в единой системе противовоздушной обороны СССР во время Великой Отечественной войны.

## Назначение
Бригадный район ПВО предназначен для обороны важнейших военно-политических и экономических объектов, войск и сил флота от удара с воздуха.

## Создание бригадных районов
Исходя из опыта Советско-финляндской войны 1939 −1940 гг. в январе 1941 года Совет народных комиссаров СССР принял постановление «Об организации противовоздушной обороны», которое конкретизировано приказом НКО 14 февраля 1941 г. за № 0015. В этих документах на угрожаемой по воздушному нападению территории (на глубину до 1200 км от государственной границы) в составе военных округов создавались зоны противовоздушной обороны, имевшие в своем составе районы противовоздушной обороны, а также пункты ПВО. В боевой состав зоны ПВО включались все средства ПВО — истребительная авиация, зенитные артиллерийские, пулеметные, прожекторные части, части ВНОС и аэростатов заграждения, выделенные для обороны от воздушного противника пунктов, объектов и сооружений. В состав района или пункта ПВО входили соединения, части и подразделения, выделенные для противовоздушной обороны соответствующего района или пункта
На основании этого приказа формировались Бригадные районы ПВО. Руководство противовоздушной обороной возлагалось: в центре — на начальника Главного управления ПВО территории СССР, подчиненного наркому обороны; в военных округах — на помощника командующего войсками округа по противовоздушной обороне территории округа, он же командующий соответствующей зоной ПВО; в районах — на командира корпуса, дивизии и бригады ПВО, он же командующий корпусным, дивизионным и бригадным районом ПВО; в пунктах — на командира части или соединения ПВО, обороняющего данный пункт.
Система районов ПВО претерпевала различные изменения, расформировались и переформировывались бригадные районы ПВО, формировались новые, но они существовали до конца войны. Как правило, бригадные районы ПВО именовались:
- по цифровому обозначению, например, 1-й бригадный район или 2-й бригадный район;
- по названию основного (основных) населенного пункта, например, Ярославский или Тульский бригадные районы;
- по географическому признаку, например Эстонский.

Всего за годы Великой Отечественной войны в системе ПВО действовало 47 бригадных районов ПВО, входивших в состав действующей армии. При этом 2 района (Белгородский и Выборгский) формировались по два раза:
| Наименование района            | Наименование района | Наименование района           |
| ------------------------------ | ------------------- | ----------------------------- |
| Астраханский                   | Барановичский       | Белгородский (I формирование) |
| Белгородский (II формирование) | Валуйский           | Винницкий                     |
| Витебский                      | Воронежский         | Выборгский (I формирование)   |
| Выборгский (II формирование)   | Вяземский           | Гомельский                    |
| Горьковский                    | Донбасский          | Житомирский                   |
| Запорожский                    | Калининский         | Каневский                     |
| Кишиневский                    | Кобринский          | Конотопский                   |
| Краснодарский                  | Купянский           | Ладожский                     |
| Лискинский                     | Лубенский           | Лужский                       |
| Могилев-Подольский             | Мурманский          | Новороссийский                |
| Остерский                      | Первомайский        | Петрозаводский                |
| Псковский                      | Ржевский            | Ровенский                     |
| Россошанский                   | Свирский            | Смоленский                    |
| Сталинградский                 | Станиславский       | Сумский                       |
| Сухиничский                    | Тарнопольский       | Тбилисский                    |
| Тульский                       | Урюпинский          | Эстонский                     |
| Ярославский                    |                     |                               |

Бригадные районы ПВО, входившие в состав военных округов и недействующих фронтов, в состав действующей армии не входили. Так, в Среднеазиатской зоне ПВО районы ПВО не формировались. В составе Забайкальской зоны ПВО имелось три бригадных района: 1-й, 2-й и 3-й бригадный районы. В Дальневосточной зоне ПВО за весь период войны существовало 7 районов, которые именовались как по названию основного населенного пункта, так и по номеру: 1-й бригадный район ПВО стал именоваться Куйбышевский бригадный район, 2-й — Хабаровский бригадный район, 3-й — Биробиджанский бригадный район, 4-й — Спасский бригадный район, 5-й — Ворошиловский бригадный район и 6-й — Комсомольский бригадный район, а в августе 1943 года Биробиджанский бригадный район переименован в Бикинский бригадный район и сформирован ещё один — Николаевский бригадный район. В августе 1944 года расформировано управление Хабаровского бригадного района ПВО.

## Состав Бригадного района
В состав Бригадного района включались:
- зенитная артиллерия,
- зенитные пулеметы,
- прожекторы,
- наблюдательные и радиолокационные посты воздушного наблюдения, оповещения и связи (ВНОС),
- аэростаты заграждения.

Как правило Бригадный район включал:
- Зенитно-артиллерийских дивизионов среднего калибра —до 3;
- Отдельных зенитно-пулеметных пулеметных батальонов — 1;
- Отдельных батальонов ВНОС — 1;
- Отдельных батарей СОН-2 — 1.

Общее количество вооружения по району:
- орудий среднего калибра — 36;
- орудий МЗА — 7;
- зенитных пулеметов — 6.